# Ohaba Lungă
Ohaba Lungă là một xã thuộc hạt Timiș, România. Dân số thời điểm năm 2002 là 1225 người.